# Legia II Warszawa
Legia II Warszawa – zespół rezerw Legii Warszawa, od sezonu 2013/2014 występująca w III lidze, gr. I. Finalista Pucharu Polski w 1952 roku.

## Historia
Po raz pierwszy utworzono ją pod koniec lat 20., a po zakończeniu II wojny światowej po raz kolejny – w 1948 roku.
W 1952 roku drużyna rezerw Legii dotarła do finału Pucharu Polski (pierwszy zespół odpadł już w 1/8 finału), eliminując kolejno: Lechię II Zielona Góra (2:6), Naprzód Lipiny (2:1), ŁKS Łódź (7:1), Górnika Zabrze (1:2), Ruch Chorzów (2:1), Wisłę Kraków (0:0 i 1:0). W rozegranym 21 grudnia 1952 na warszawskim Stadionie Wojska Polskiego decydującym spotkaniu Legia II uległa stołecznej Polonii 0:1 (0:0). Od 1/8 finału (tj. meczu przeciw Górnikowi w Zabrzu) kadra rezerw została wzmocniona zawodnikami pierwszej drużyny.
Na początku XXI wieku druga drużyna Legii oscylowała między ówczesną III a IV ligą. Po sezonie 2006/2007 zespół rezerw został wycofany z rozgrywek ligowych, a w jego miejsce powstała Młoda Legia. Ten stan rzeczy trwał do 2013 roku, kiedy to zlikwidowano rozgrywki Młodej Ekstraklasy. Wtedy przywrócono drużynę rezerw do rozgrywek ligowych, która wystartowała w III lidze sezonu 2013/2014.
Pomimo istnienia Młodej Ekstraklasy rezerwy Legii dalej startowały w rozgrywkach Pucharu Polski na szczeblu wojewódzkim. W sezonie 2007/2008 Legia II dotarła do finału tych rozgrywek, ulegając w nim Hutnikowi Warszawa 0:1. Jednak dzięki udziałowi w finale zespół rezerw otrzymał prawo do startu w rozgrywkach na szczeblu centralnym w następnym sezonie, gdzie zakończył swoją przygodę na I rundzie. W sezonie 2011/2012 rezerwom stołecznego klubu udało się wygrać Puchar Polski na szczeblu wojewódzkim, pokonując w finale Broń Radom 2:1. W następnym sezonie ponownie wystartowały w rozgrywkach szczebla centralnego, docierając także do I rundy.
W sezonie 2014/2015 rezerwy Legii ponownie dotarły do finału Pucharu Polski na szczeblu wojewódzkim. Tam jednak przegrały ze stołecznym Ursusem po dogrywce 0:1. 
15 czerwca 2022 roku Legia II wygrała 1:0 z Legionovią Legionowo i zwyciężyła w mazowieckim Pucharze Polski, kwalifikując się na centralny szczebel pucharu w sezonie 2022/2023. 30 sierpnia 2022 roku przegrała w domowym meczu 1. rundy przeciwko Wiśle Kraków 0:5 i odpadła z rozgrywek. W sezonie 2022/2023 Legia II obroniła Puchar Polski na szczeblu mazowieckim, wygrywając w finale 3:0 z Pogonią Grodzisk Mazowiecki. W pierwszej rundzie rozgrywek szczebla centralnego sezonu 2023/2024, 27 września 2023, niespodziewanie wyeliminowała klub Ekstraklasy Ruch Chorzów. W następnej rundzie po dogrywce przegrała z innym przedstawicielem najwyższej ligi w Polsce – Koroną Kielce – tym samym odpadając z rozgrywek w 1/16 finału.

## Piłkarze
Reprezentantami swoich krajów, którzy występowali w barwach Legii II byli: Paweł Golański, Michał Karbownik, Robert Lewandowski, Dominik Nagy, Ivan Obradović, Hildeberto Pereira, Chris Philipps, Sebastian Szymański i Jasurbek Yaxshiboyev.